# Aspidoceras
Aspidoceras es un género de cefalópodo amonoide extinto de la familia Aspidoceratidae, superfamilia Perisphinctoidea.

## Taxonomía
Aspidoceras, nombrado por Zittel de 1868, es el género tipo de la familia Aspidoceratidae y subfamilia Aspidoceratinae. Se considera relacionada con géneros como Chinamecaceras, Cubaspidoceras, Euaspidoceras, Extranodites, Intranodites, Neaspidoceras, Oligopsychopsis, Orthaspidoceras, Schaireria y Simaspidoceras.

## Especies seleccionadas
- † Aspidoceras argobbae Dacque 1905
- † Aspidoceras catalaunicum Loriol 1872
- † Aspidoceras somalicum Dacque 1905
- † Aspidoceras supraspinosum Dacque 1905

## Registro fósil
Las especies de Aspidoceras vivieron principalmente durante el Jurásico Superior (Oxfordiano) hasta el Cretácico (Berriasiano), con una distribución bastante amplia. Se han encontrado fósiles en Italia, Chile, España, Argelia, Antártida, Argentina, Etiopía, Francia, Alemania, Hungría, India, Irán, Madagascar, Portugal, Rumania, Rusia, Somalia, Suiza, Reino Unido, Estados Unidos y Canadá.

## Descripción
Aspidoceras tiene un caparazón evoluta con verticilos cuadrados redondeados o deprimidos que tienen dos filas de tubérculos, el exterior cerca de la mitad de los lados del verticilo. La fila exterior pronto se desvanece en muchas especies. Algunas especies también tienen nervaduras. El venter, o borde exterior, es generalmente ancho y ampliamente arqueado. Aspidoceras fue depredado por Euaspidoceras, posiblemente su antepasado.

## Lectura adicional
- Arkell y col., 1957. Ammonoidea mesozoico; Tratado de Paleontología de Invertebrados, Parte L (Ammonoidea). Geol Soc of America y Univ Kansas Press. pag. L338-339.

- Datos: Q592850
- Multimedia: Aspidoceras / Q592850